# Apamea mongoliensis
Apamea mongoliensis là một loài bướm đêm trong họ Noctuidae.